# Pedro Lascuráin Paredes
Pour les articles homonymes, voir Paredes.
Pedro Lascuráin Paredes, né le 8 mai 1856 à Mexico et mort le 21 juillet 1952 dans la même ville, est un juriste et homme d'État mexicain, brièvement président de la République,.

## Biographie
Lascuráin est ministre des Affaires étrangères du cabinet de Francisco I. Madero. Le 18 février 1913, le général Victoriano Huerta renverse le président Madero. Afin de donner au coup d'État une apparence légale, Huerta laisse Lascuráin assumer la présidence ; Lascuráin nomme ensuite Huerta président de la cour suprême du Mexique, puis démissionne promptement, remettant ainsi constitutionnellement ses fonctions de président à Huerta. Lascuráin est donc président pendant moins d'une heure (selon les sources de 25 à 55 minutes). Huerta lui offrit ensuite un portefeuille ministériel, mais Lascuráin décline cette offre. Lascuráin avait obtenu une licence en droit en 1880 à la Escuela Nacional de Jurisprudencia. Il est gouverneur du District fédéral avant d'être nommé ministre des affaires étrangères une première fois du 10 avril au 4 décembre 1912 puis du 15 janvier au 18 février 1913. Il dirige l’Escuela Libre de Derecho, la plus réputée des écoles de droit de Mexico, pendant 16 années, il publie essentiellement dans le domaine du droit civil et commercial.